# Oscar De Beaux
Oscar De Beaux (Firenze, 1879 – Torre Pellice, 29 settembre 1955) è stato un naturalista italiano, specializzato in mammologia e ornitologia.
Si forma come zoologo presso l'Università di Firenze e il Museo Zoologico di quella città. Lavora per tre anni presso il Tierpark di Stellingen (Amburgo) di proprietà di Carl Hagenbeck. Successivamente si trasferisce a Genova dove presta servizio al Museo di storia naturale Giacomo Doria a Genova, del quale è stato anche direttore dal 1934 al 1947. Nel 1931 promuove la creazione del Giardino Zoologico di Genova-Nervi, che sarà chiuso nel 1940 a causa della Guerra. Nel 1930 ha pubblicato Etica Biologica, un opuscolo tradotto in diverse lingue che ne fa uno dei padri dell'etica ambientale. Dal 1923 collabora al progetto di salvaguardia europeo del bisonte europeo, fungendo da segretario della sezione italiana. Nel 1929 pubblica un accorato appello per la salvaguardia dell'orso sulle Alpi. Nel corso della sua attività di tassonomo dei Mammiferi ha descritto diverse specie e sottospecie, in particolare del Corno d'Africa.
Nel 2020 lo zoologo italiano Spartaco Gippoliti ha dedicato la sottospecie di gazzella delle Isole Dahalak dell'Eritrea al de Beaux con il nome Nanger soemmerringi debeauxi.
Nel 1942 Alexander Sokolowsky, zoologo tedesco che collaborò con il museo di storia naturale Giacomo Doria descrisse alcuni esemplari di calappa del Sudamerica, tra cui una nuova specie (che non risulta tassonomizzata), che chiamò Calappa Debeauxi, in suo onore.